# 刘雄 (汉赵)
刘雄（?—?），字元英。新兴（今山西省忻州市）匈奴人，五胡十六国漢國皇族。
光文帝劉淵的弟弟。父親左賢王劉豹。刘雄官任使持节、侍中、太宰、司徒公、右部魏成献王。墓誌上說他“高皇帝之胄，孝宣帝玄孙。值王莽篡窃，远遁边朔，为外国所推，遂号单于。”屠各胡在当世直冒称汉宣帝之玄孙。